# Baarland
Baarland (Zeeuws: Baerland) is een klein dorp in de gemeente Borsele, in de Nederlandse provincie Zeeland. In 2023 had het dorp 615 inwoners; op 1 januari 1960 waren het nog 742. Midden in het dorp, achter de kerk, ligt het voormalige Slot Baarland, waarvan alleen de slotgracht, ommuring en het koetshuis bewaard zijn gebleven; in 2016 stond het te koop. Tot 1970 was Baarland een zelfstandige gemeente die in de 19e eeuw ook wel 'gemeente Baarland en Bakendorp' genoemd werd.
Net buiten het dorp, aan de weg naar Oudelande, zijn de fundamenten te bezichtigen van het middeleeuwse Kasteel Hellenburg, dat tijdens een stormvloed in de 15e eeuw verwoest werd. Ten zuiden van Baarland ligt een grote camping, die ook het dorp zelf een aantal voorzieningen biedt, waaronder een overdekt zwembad.
Baarland had een station aan de tramlijn Goes - Hoedekenskerke - Goes. Tegenwoordig wordt het station alleen nog beperkt gebruikt door de Stoomtrein Goes - Borsele. Baarland had ook een school (De Berenburgt). In de zomer van 2011 heeft deze school zijn deuren gesloten wegens gebrek aan leerlingen.
Tot 1969 had Baarland een eigen voetbalvereniging, VV De Beren. Zij speelden op Sportpark Hellenburgstraat. Momenteel is het sportpark in gebruik door Tennis vereniging 't Hellewoud en een hondentrainingsclub.